# Casa-fàbrica Sadó
|  | No s'ha de confondre amb Casa Sadó. |

La casa-fàbrica Sadó és un conjunt d'edificis situat als carrers de Sant Pau, 98-100 i de l'Arc de Sant Pau, 2-6 del barri del Raval de Barcelona. Com que no estan catalogats, els correspon la categoria D (bé d'interès documental) del Catàleg de Patrimoni, atorgada per defecte a tots els edificis del districte de Ciutat Vella.

## Història
El mestre de cases Llorenç Claret va construir una casa de planta baixa i un pis al carrer de la Volta de Sant Pau i un carreró sense sortida, que fou heretada per la seva vídua Jacinta Artó, la seva filla Rosa Claret (usufructuàries) i el seu net Melcior Rovira i Claret, capità del primer batalló de voluntaris de Barcelona (propietari). El 1798, la establiren en emfiteusi al botiguer de teles i fabricant d'indianes Jaume Amat i Pont, cunyat de Melcior i gendre de Rosa, que l'any següent la feu reformar amb la remunta d'un pis, segons el projecte del mestre de cases Jeroni Pedrerol. A la mateixa època, el fuster Josep Botey i Bayell va adquirir la casa veïna de la cantonada, i la va fer reconstruir segons el projecte del mestre de cases Josep Coll. El 1803, Amat va ampliar la propietat amb l'adquisició d'una casa veïna al carrer de Sant Pau.

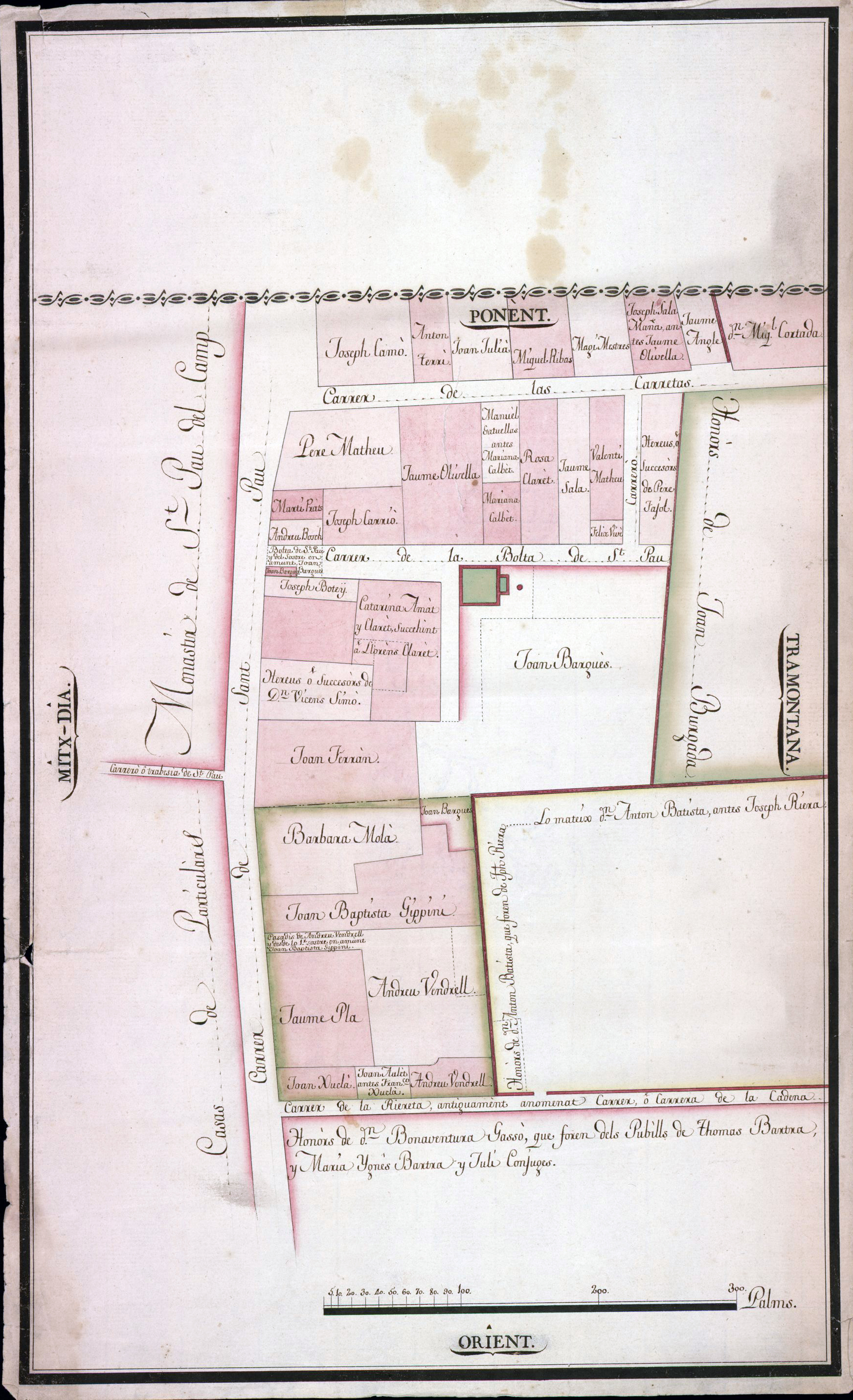
Parcel·lari amb les propietats dels hereus de Llorenç Claret i de Josep Botey (c. 1800)

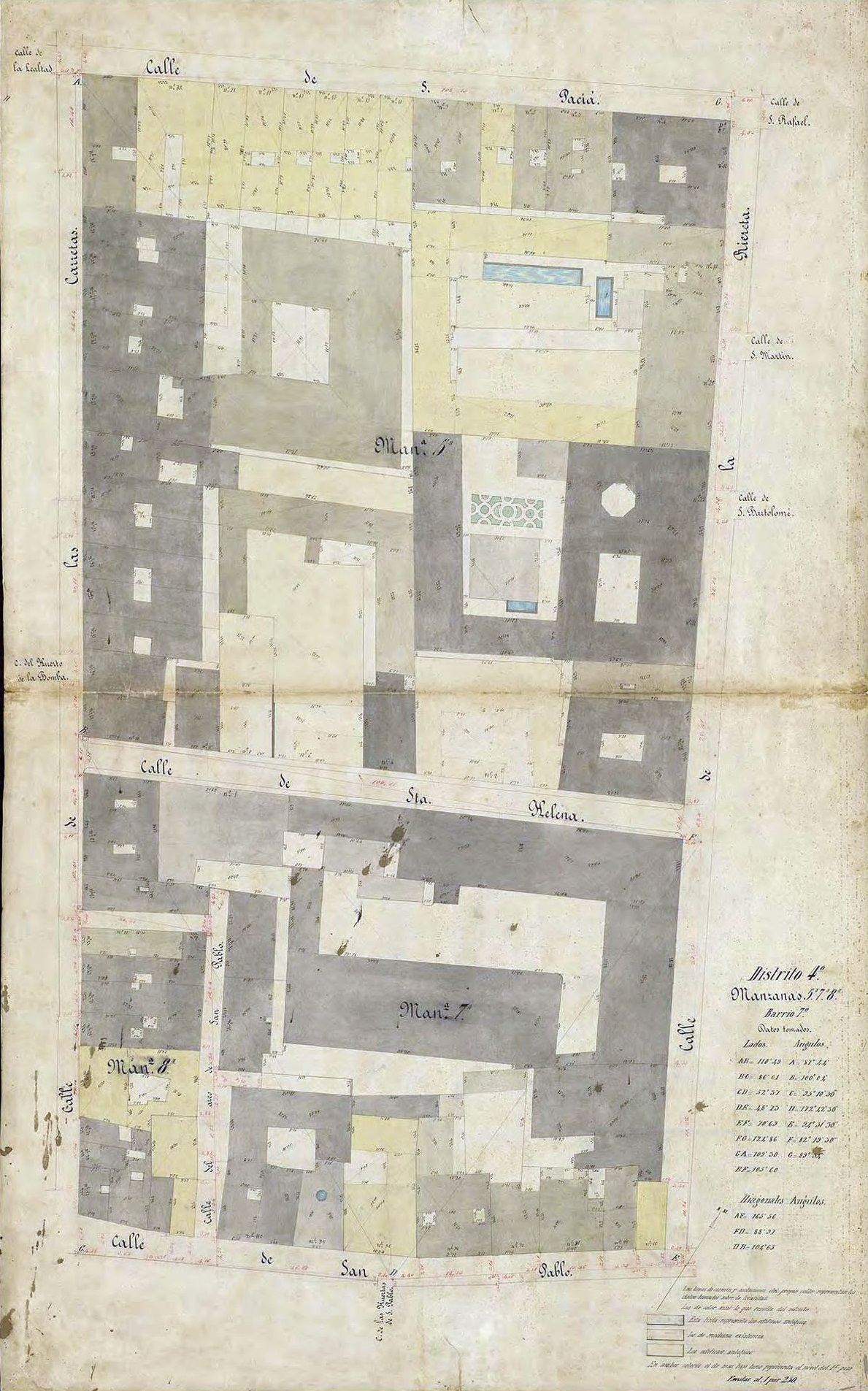
Quarteró núm. 106 de Garriga i Roca (c. 1860)

El 1839, a conseqüència d'un litigi contra els seus hereus, es va produir la venda en subhasta pública de la propietat, adjudicada al paleta Jacint Torner i Batllori i el fuster Francesc Bordas, que van reedificar la casa del carrer de Sant Pau amb planta baixa i quatre pisos i van obtenir dels seus veïns Joaquim Guàrdia, advocat, i la seva esposa Josepa Botey el dret a carregar a la part mitgera a canvi del pagament de 12 duros. Aquell mateix any, van fer agnició de bona fe de la propietat a Jaume Clavell i Samanté, que el 1841 va adquirir una caseta contigua de planta baixa i pis, i el 1844 vengué el conjunt a Antoni Gatell i Badia, natural de Torredembarra. Tot seguit, aquest la va llogar als fabricants de teixits de lli i mescla de Reus Jaume i Pau Sadó i Pérez i dos llogaters més.
Aquell mateix any, Jaume Sadó i Cia es van presentar a l'Exposició Industrial de Barcelona amb un joc de taula amb estovalles i tovallons adomassats. El 1848, els germans Sadó van constituir pel termini de cinc anys la societat Jaume Sadó, Germà i Cia amb Joan Baptista Bassecourt com a soci comanditari, amb fàbrica al carrer Nou de la Rambla, i el 1849, Gatell els va llogar la seva casa-fàbrica, la casa annexa de la qual s'acabava de reedificar segons el projecte del mestre d'obres Narcís Nuet. El 1853, Jaume Sadó la va adquirir per 12.340 lliures, i per tal d'arrodonir la parcel·la, va obtenir de Josepa Botey, ja vídua, l'establiment en emfiteusi de la casa de la cantonada, que tot seguit va fer reconstruir segons el projecte del mateix Nuet. El 1854, va demanar permís per a instal·lar-hi una màquina de vapor de mitjana pressió i 12 CV de potència segons els plànols del mestre d'obres Felip Ubach, i aquell mateix any, la societat es va renovar per cinc anys més fins al 1859, en què va quedar dissolta, obtenint Bassecourt uns beneficis de 6.463 duros i 7 rals sobre el capital invertit de 20.000.
El 1856, Jaume Sadó va adquirir al teixidor de vels Joan Xalabardé i Vergés la finca veïna del núm. 98, on faria construir una «quadra» de planta baixa segons el projecte de l'arquitecte Antoni Rovira i Trias. El 1860 es va presentar a l'Exposició Industrial i Artística dintre de la categoria de filats de lli i cànem, llenceria i tovalloleria amb «Mantelería adamascada, de puro hilo, ríquisima; cubrecamas de varias medidas y clases, y pañuelos de hilo para bolsillo. Pueden clasificarse de sobresalientes los géneros de este expositor.»
En aquella època, la fàbrica del carrer de Sant Pau s'anunciava així: «San Pablo, 100. Fábrica de tejidos de lencería de todas clases; mantelería adamascada de hilo y algodon; mantas de algodon para camas, flecos. Banovas labradas y acolchadas. Pañuelos de hilo blanco y de color. Espediciones á todas partes. D. Jaime Sadó.», i tenia 51 obrers: 24 es dedicaven als 20 telers destinats al lli, uns altres 24 als 20 telers destinats al cotó i 3 obrers a l’estampat de les peces, amb un capital de 43.000 rals. Tanmateix, resultava insuficient, i a la dècada del 1860, Jaume Sadó decidí obrir una fàbrica a Canet de Mar (Maresme), donant-li el nom comercial de «La Canetenca».

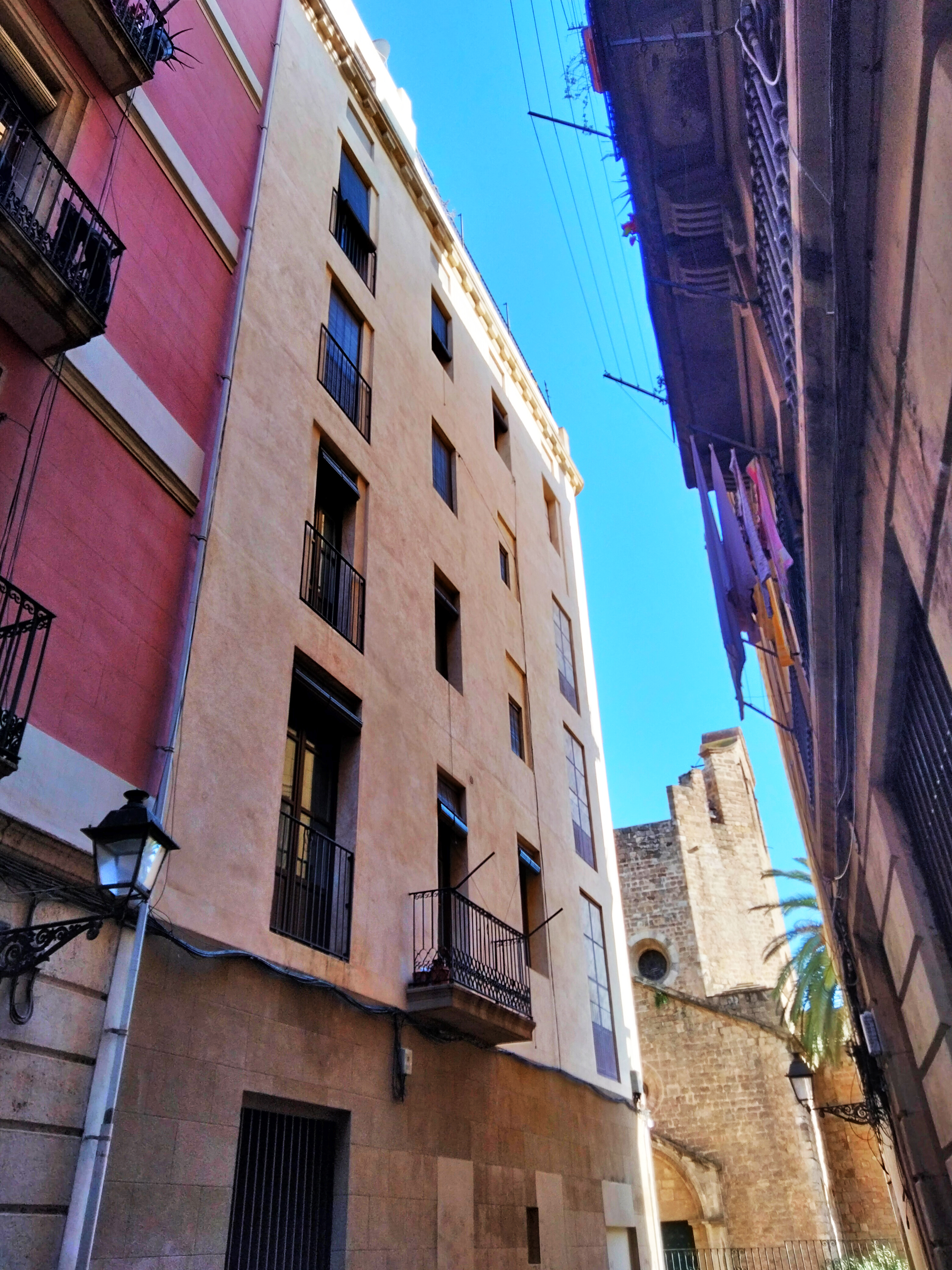
Façana del carrer de l'Arc de Sant Pau, amb l'església de Sant Pau del Camp al fons

El 1867, l'arquitecte Joan Cortès i de Ribera va projectar la remunta de quatre pisos sobre la «quadra» del núm. 98, igualant d'aquesta manera la façana amb la del núm. 100. Aquell mateix any, Sadó es va presentar a l'Exposició Universal de París, on va obtenir una menció honorífica en tovalloleria. A l'Exposició de Barcelona del 1877, que serví per a inaugurar l'edifici de la Universitat, exhibí un joc de taula que fou regalat a Alfons XII al final del certamen. En aquesta època, les «quadres» del carreró van ser transformades en casa de veïns.
El 1869 va morir el seu fill gran Jaume Sadó i Llenas i cap al 1880 traspassà el negoci al seu fill segon, Francesc, però aquest no demostrà interès a continuar-lo i el 1885 aniria a parar a mans de Josep Casals, banquer de Canet de Mar. Va morir el 15 de desembre del 1882.